# Epyllion
Epyllion (starořecky ἐπύλλιον. tj.malý epos) je označení pro starověkou kratší epickou báseň napsanou epickým hexametrem většinou s mytologickým námětem souvisejícím s konkrétním hrdinou.
Samotný pojem nemá však původ ve starověku, ale v běžném jazyce literárních vědců se objevil až v 19. století. O popularizaci tohoto termínu se zasloužil německý klasický filolog Friedrich August Wolf, například ve svém eseji Theocriti idyllia et epyllia (1821, Theokritovy idly a epyllia) a později Moriz Haupt ve své studii z roku 1855 o Catullově básni č. 64 (Svatba Pelea a Thetis). První studie specificky věnované konceptu epyllia byly pak provedeny počátkem 20. století.
Epyllion byl oblíbený žánr starověkých řeckých, především helenistických básníků. Mohl čítat až 600 řádků, vyznačoval se přítomností odboček (obvykle vložených do projevu proneseného některým z hrdinů) a používal i dialog. Byl psán vznešeným stylem.
Vytvoření žánru epyllia je připisováno Kallimachovi z Kyrény, k dalším básníkům, kteří jej využívali, patří například Theokritos, Eratosthenés z Kyrény, Euforión z Chalkidy, Parthenios nebo Moschos ze Syrakús).
Žánr pokračoval i v římské literatuře (již zmíněný Catullus nebo Vergilius a Ovidius). V pozdní antice napsali epyllia například Tryfiodóros nebo Músáios, v latinském kontextu Dracontius.
Žánr se znovu vynořil za renesance v tvorbě některých básníků (například ve Španělsku Luis de Góngora y Argote nebo v Anglii Christopher Marlowe, William Shakespeare či Francis Beaumont.

## Seznam významných epyllií
- Hésiodos: Heraklův štít (Ἀσπὶς Ἡρακλέους), autor sporný, snad 7. století př. n. l.
- Kallimachos z Kyrény: Hekalé (Eκάλη), 3. století př. n. l.
- Theokritos: Dioskúrové (Διόσκουροι), Hérakleovo dětství Ἡρακλίσκος),   3. století př. n. l.
- Eratosthenés z Kyrény: Hermés (Ἑρμῆς), Erigoné (Ἠριγόνη), 3. století př. n. l.
- Moschos ze Syrakús: Europa (Εὐρώπη), 2. století př. n .l.
- Žabomyší válka (Βατραχομυομαχία), 1. století př. n. l. (připisováno Homérovi).
- Gaius Valerius Catullus: báseň č. 64 (Svatba Pelea a Thetis), 1. století př. n. l.
- Publius Vergilius Maro: epyliion Aristaeus ve 4. části sbírky Zpěvy rolnické (Georgica), 29. př. n. l.
- Publius Vergilius Maro: epylion  Nisus a Euryalus v 9. knize eposu Aeneis, 19. př. n. l.
- Publius Ovidius Naso: epylion Filémón a Baukis v knize Proměny (Metamorphoses), 8 n. l.
- Tryfiodóros: Dobytí Ilia (Ἰλίου ἅλωσις), 3. nebo 4. století n. l.
- Dracontius: Únos Heleny (De raptu Helenae), 2. polovina 5. stol. n. l.
- Músáios: Héro a Leandros (Ηρώ και Λέανδρος), 2. polovina 5. stol. n. l.
- William Shakespeare: Venuše a Adonis (1593, Venus and Adonis).
- Christopher Marlowe,  Héro a Leandros (1598, Hero and Leander).
- Francis Beaumont: Salmakis a Hermafrodítos  (1602, Salmacis and Hermaphroditus), parafráze na příběh z Ovidiových Proměn.
- Luis de Góngora y Argote: Polyfémos (1613, Polyfemo), parafráze na příběh z Ovidiových Proměn.